# Малахово (Тутаевский район)
Малахово — деревня в Тутаевском районе Ярославской области России. В рамках организации местного самоуправления входит в Левобережное сельское поселение, в рамках административно-территориального устройства — в Родионовский сельский округ.

## География
Расположена в 24 километрах к востоку от райцентра города Тутаева.

## История
Пятиглавая каменная церковь Рождества Христова с колокольней и оградой построена в 1805 году на средства прихожан. Престолов в ней было два: в настоящей (летней) — во имя Рождества Христова, в приделе тёплом — Св. и Чудотворца Николая. Малопоместительный зимний храм в 1905 году был значительно расширен на средства разных благотворителей.
В конце XIX — начале XX село являлось центром Малаховской волости Романово-Борисоглебского уезда Ярославской губернии.
С 1929 года село входило в состав Ченцевского сельсовета Тутаевского района, в 1946—1957 годах — в составе Толбухинского района, с 1954 года — в составе Давыдовского сельсовета, с 1957 года — в составе Родионовского сельсовета, с 2005 года — в составе Левобережного сельского поселения.

## Население
| 1859 | 1914 | 2002 | 2007 | 2010 |
| ---- | ---- | ---- | ---- | ---- |
| 28   | ↘22  | ↗98  | ↘87  | ↘57  |

### Известные жители
- Филомафитский, Алексей Матвеевич (1807—1849) — физиолог, декан медицинского факультета Московского университета.
- Филомафитский, Евграф Матвеевич (1790—1831) — профессор Харьковского университета, редактор журнала «Украинский вестник».

## Достопримечательности
В близ деревни расположена недействующая Церковь Рождества Христова (1805).